# Forbidden Door (2025)
L'édition 2025 de Forbidden Door (commercialisé sous le nom de Forbidden Door: London) est un Pay-per-view de catch (lutte professionnelle) produit conjointement par les promotions américaine, All Elite Wrestling et japonaise, New Japan Pro-Wrestling. L'évènement aura lieu le 24 août 2025 à l'O2 Arena à Londres (Royaume-Uni). Il s'agit de la 4e édition de Forbidden Door. C'est également la première fois que ce PPV est organisé en Europe.

## Production
Le 4 février 2021, les compagnies de catch américaine et japonaise, All Elite Wrestling et New Japan Pro-Wrestling, décident de créer une relation collaborative.
Le 18 avril 2022, des rumeurs circulent qu'un événement organisé conjointement par les deux compagnies soit en cours de préparation. Deux jours plus tard à AEW Dynamite, le président de l'AEW, Tony Khan, présente le président de la NJPW, Takami Ohbari, et allait faire une annonce importante qui concerne les deux structures, mais Adam Cole, le catcheur de la compagnie américaine, annonce officiellement un PPV collaboratif des deux compagnies, Forbidden Door. 2 jours plus tard, il est annoncé que la première édition du PPV aura lieu le 26 juin à l'United Center à Chicago (Illinois).
Le 15 mars 2023, les deux compagnies annoncent que la seconde édition du PPV se tiendra le 25 juin au Scotiabank Arena à Toronto (Ontario), au Canada.
Le 11 avril 2024, elles annoncent que la troisième édition du PPV aura lieu le 30 juin à l'UBS Arena dans le hameau d'Elmont (Long Island), dans l'État de New York.
Le 25 août, elles annoncent que la quatrième édition du PPV se tiendra le 24 août 2025 à l'O2 Arena à Londres (Royaume-Uni).

## Contexte
Les spectacles de la All Elite Wrestling (AEW) et la New Japan Pro-Wrestling (NJPW) sont constitués de matchs aux résultats prédéterminés par les scénaristes des deux compagnies. Ces rencontres sont justifiées par des storylines – une rivalité entre catcheurs, la plupart du temps – ou par des qualifications survenues dans les shows de la AEW et la NJPW. Tous les catcheurs possèdent un gimmick, c'est-à-dire qu'ils incarnent un personnage gentil (Face) ou méchant (Heel), qui évolue au fil des rencontres. Un événement comme Forbidden Door est donc un événement tournant pour les différentes storylines en cours.

### The Hurt Syndicate (c) contre FTR contre Brodido
Le 12 juillet à All In, Bobby Lashley et Shelton Benjamin, les champions du monde par équipes du Hurt Syndicate, conservent leurs titres en battant The Patriarchy (Christian Cage et Nick Wayne) et JetSpeed (Kevin Knight et Mike Bailey) dans un 3-Way Tag Team match.

### Kazuchika Okada (c) contre Swerve Strickland
Le 12 juillet à All In, Swerve Strickland et Will Ospreay battent les Young Bucks (Matthew et Nichoas Jackson) et font perdre leurs poste de vice-présidents exécutifs à leurs adversaires. Un peu plus tard dans la soirée, Kazuchika Okada, le champion Continental, conserve son titre, devient le nouveau champion International en battant Kenny Omega dans un Winner Takes All match et le premier champion Unifié de l'histoire. 19 soirs plus tard à Collision, après deux semaines de conflit, le catcheur afro-américain défie le catcheur japonais dans un match pour sa ceinture au PPV et ce dernier accepte.

### "Timeless" Toni Storm (c) contre Athena
Le 12 juillet à All In, Athena remporte le Women's Casino Gauntlet match et un contrat qui lui permet d'avoir un match pour la ceinture mondiale féminine à tout moment. Plus tard dans la soirée, "Timeless" Toni Storm, la championne du monde, conserve son titre en battant Mercedes Moné et fait subir sa première défaite à son adversaire. 19 soirs plus tard à Collision, la gagnante du contrat annonce officiellement l'encaisser au PPV.

### Mercedes Moné (c) contre Alex Windsor contre Persephone contre TBD
Le 5 août, Tony Khan annonce que Mercedes Moné, la championne TBS, fera son retour à Dynamite le lendemain, défendra sa ceinture contre trois catcheuses dans un 4-Way match au PPV et trois 4-Way matchs qualificatifs pour la stipulation. Le lendemain à Dynamite, Alex Windsor devient la première qualifiée en battant Billie Starkz, Queen Aminata et Skye Blue dans le premier match. La semaine suivante à CMLL Informa 587, il est annoncé que Persephone, qui a gagné le tournoi de championne Universelle, sera ajoutée dans la stipulation pour la ceinture au PPV.

### Kyle Fletcher (c) contre Hiromu Takahashi
Le 31 juillet à Collision, Kyle Fletcher devient le nouveau champion TNT en battant Dustin Rhodes dans un Chicago Street Fight match et remporte le titre pour la première fois de sa carrière. 9 soirs plus tard à Collision, il conserve son titre en battant Tomohiro Ishii. Après la rencontre, il défie la NJPW de lui envoyer son meilleur catcheur pour sa ceinture au PPV. Le 13 août à Dynamite, Hiromu Takahashi fait une apparition surprise, devient le partenaire mystère de Brody King, Hologram et son compatriote japonais et ensemble, les quatre catcheurs battent les Young Bucks, Josh Alexander et lui dans un 8-Man Tag Team match. Pendant le combat, le catcheur japonais a fait le tombé sur le premier membre de la Don Callis Family, ce qui officialise le match entre le catcheur australien et lui pour la ceinture au PPV.

### Zack Sabre Jr. (c) contre Nigel McGuinness
Le 29 juin à Tanahashi Jam, Zack Sabre Jr redevient champion du monde poids-lourds IWGP, pour la seconde fois, en prenant sa revanche sur Hirooki Goto qui l'avait battu à The New Beginning in Osaka,. 
Le 16 août à Collision, Nigel McGuinness bat Lee Moriarty, Daniel Garcia et Hechicero par soumission dans un 4-Way match et devient aspirant no 1 à la ceinture au PPV.

### Cope et Christian Cage contre The Matriarchy
Le 12 juillet à All In, The Patriarchy (Christian Cage et Nick Wayne) ne remportent pas les titres mondiaux par équipes, battu par The Hurt Syndicate (Bobby Lashley et Shelton Benjamin) dans un 3-Way Tag Team match qui inclut également JetSpeed (Kevin Knight et Mike Bailey). Après la rencontre, le vétéran canadien effectue un Tweener Turn, car se fait attaquer par ses deux anciens protégés et FTR, jusqu'à ce que Cope fasse son retour de blessure, vienne à son secours et lui conseille de se retrouver. 18 soirs plus tard à Dynamite, l'ancien double champion TNT fait son retour, annonce la dissolution de son clan, n'éprouve aucun remords pour ses actions passées, reste flou sur son alliance avec The Rated-R Superstar et se fait encore attaquer par les membres de son ancien groupe. Le 13 août à Dynamite, il effectue un Face Turn, car vient en aide à Cope qui est attaqué par FTR, est sauvé d'une attaque du Matriarchy par son vieil ami et les deux catcheurs se font un câlin. Le soir même, le match entre les deux équipes de catcheurs au PPV est officiellement annoncé.

## Tableau des matchs
| Ordre par numéros | Match* | Stipulation(s) |
| --- | --- | --- |
| 1 | Golden☆Lovers (Kenny Omega et Kōta Ibushi), Darby Allin, Hiroshi Tanahashi et Will Ospreay contre Death Riders (Jon Moxley, Claudio Castagnoli et Gabe Kidd) et The Young Bucks (Matt et Nick Jackson) | Lights Out Steel Cage match Il s'agit du dernier match d'Hiroshi Tanahashi en tant que catcheur.                                  |
| 2 | The Hurt Syndicate (Bobby Lashley et Shelton Benjamin) (c) (avec MVP) contre TBD | Tag Team match pour les AEW World Tag Team Championship                                                                           |
| 3 | Kazuchika Okada (c) (avec Don Callis) contre Swerve Strickland (avec Prince Nana) | Match simple pour le AEW Unified Championship                                                                                     |
| 4 | "Timeless" Toni Storm (c) (avec Luther) contre Athena (avec Bilie Starkz) | Match simple pour le AEW Women's World Championship Encaissement du contrat gagné lors du Women's Casino Gauntlet match à All In. |
| 5 | Mercedes Moné (c) contre Alex Windsor contre Persephone contre TBD | 4-Way match pour le AEW TBS Championship                                                                                          |
| 6 | Kyle Fletcher (c) contre Hiromu Takahashi | Match simple pour le AEW TNT Championship                                                                                         |
| 7 | Zack Sabre Jr. (c) contre Nigel McGuinness (avec Daniel Garcia) | Match simple pour le IWGP World Heavyweight Championship                                                                          |
| 8 | Cope et Christian Cage contre The Matriarchy (Kip Sabian et Nick Wayne) (avec Mother Wayne) | Tag Team match |
| 9 | "Hangman" Adam Page (c) contre MJF | Match simple pour le AEW World Championship Encaissement du contrat gagné lors du Men's Casino Gauntlet match à All In.           |
| La lettre C placée entre parenthèses désigne la personne ou l’équipe championne en titre. * La carte peut être changée | | |

### Déroulement du tournoi éliminatoire par équipe
|  | | |                                                |       |                                                       |                                                       |  |  |                           |                           |
|  | 1er tour Dynamite (23 juillet) Collision (26 juillet) Dynamite (30 juillet) Collision (31 juillet) | 1er tour Dynamite (23 juillet) Collision (26 juillet) Dynamite (30 juillet) Collision (31 juillet) |                                                |       | Demi-finales Collision (31 juillet) Dynamite (6 août) | Demi-finales Collision (31 juillet) Dynamite (6 août) |  |  | Finale Dynamite (20 août) | Finale Dynamite (20 août) |
|  | 1er tour Dynamite (23 juillet) Collision (26 juillet) Dynamite (30 juillet) Collision (31 juillet) | 1er tour Dynamite (23 juillet) Collision (26 juillet) Dynamite (30 juillet) Collision (31 juillet) |                                                |       | Demi-finales Collision (31 juillet) Dynamite (6 août) | Demi-finales Collision (31 juillet) Dynamite (6 août) |  |  | Finale Dynamite (20 août) | Finale Dynamite (20 août) |
|  | | |                                                |       |                                                       |                                                       |  |  |                           |                           |
|  | | |                                                |       |                                                       |                                                       |  |  |                           |                           |
|  | FTR (Cash Wheeler et Dax Harwood)                                                                  | Tombé                                                                                              |                                                |       |                                                       |                                                       |  |  |                           |                           |
|  | FTR (Cash Wheeler et Dax Harwood)                                                                  | Tombé                                                                                              |                                                |       |                                                       |                                                       |  |  |                           |                           |
|  | JetSpeed (Kevin Knight et Mike Bailey)                                                             | 17:32                                                                                              |                                                |       |                                                       |                                                       |  |  |                           |                           |
|  | JetSpeed (Kevin Knight et Mike Bailey)                                                             | 17:32                                                                                              |                                                |       |                                                       |                                                       |  |  |                           |                           |
|  | | |                                                |       |                                                       |                                                       |  |  |                           |                           |
|  | | |                                                |       |                                                       |                                                       |  |  |                           |                           |
|  | | |                                                |       |                                                       |                                                       |  |  |                           |                           |
|  | | |                                                |       |                                                       |                                                       |  |  |                           |                           |
|  | FTR (Cash Wheeler et Dax Harwood)                                                                  | Tombé                                                                                              |                                                |       |                                                       |                                                       |  |  |                           |                           |
|  | FTR (Cash Wheeler et Dax Harwood)                                                                  | Tombé                                                                                              |                                                |       |                                                       |                                                       |  |  |                           |                           |
|  | | | Bang Bang Gang (Austin Gunn et Juice Robinson) | 15:14 |                                                       |                                                       |  |  |                           |                           |
|  | | | Bang Bang Gang (Austin Gunn et Juice Robinson) | 15:14 |                                                       |                                                       |  |  |                           |                           |
|  | Bang Bang Gang (Austin Gunn et Juice Robinson)                                                     | Tombé                                                                                              |                                                |       |                                                       |                                                       |  |  |                           |                           |
|  | Bang Bang Gang (Austin Gunn et Juice Robinson)                                                     | Tombé                                                                                              |                                                |       |                                                       |                                                       |  |  |                           |                           |
|  | The Learning Tree (Big Bill et Bryan Keith)                                                        | 12:25                                                                                              |                                                |       |                                                       |                                                       |  |  |                           |                           |
|  | The Learning Tree (Big Bill et Bryan Keith)                                                        | 12:25                                                                                              |                                                |       |                                                       |                                                       |  |  |                           |                           |
|  | | |                                                |       |                                                       |                                                       |  |  |                           |                           |
|  | | |                                                |       |                                                       |                                                       |  |  |                           |                           |
|  | | |                                                |       |                                                       |                                                       |  |  |                           |                           |
|  | | |                                                |       |                                                       |                                                       |  |  |                           |                           |
|  | FTR (Cash Wheeler et Dax Harwood)                                                                  | |                                                |       |                                                       |                                                       |  |  |                           |                           |
|  | | |                                                |       |                                                       |                                                       |  |  |                           |                           |
|  | | | Brodido (Brody King et Bandido)                |       |                                                       |                                                       |  |  |                           |                           |
|  | | |                                                |       |                                                       |                                                       |  |  |                           |                           |
|  | The Outrunners (Truth Magnum et Turbo Floyd)                                                       | 14:00                                                                                              |                                                |       |                                                       |                                                       |  |  |                           |                           |
|  | The Outrunners (Truth Magnum et Turbo Floyd)                                                       | 14:00                                                                                              |                                                |       |                                                       |                                                       |  |  |                           |                           |
|  | The Young Bucks (Matt et Nick Jackson)                                                             | Tombé                                                                                              |                                                |       |                                                       |                                                       |  |  |                           |                           |
|  | The Young Bucks (Matt et Nick Jackson)                                                             | Tombé                                                                                              |                                                |       |                                                       |                                                       |  |  |                           |                           |
|  | | |                                                |       |                                                       |                                                       |  |  |                           |                           |
|  | | |                                                |       |                                                       |                                                       |  |  |                           |                           |
|  | | |                                                |       |                                                       |                                                       |  |  |                           |                           |
|  | | |                                                |       |                                                       |                                                       |  |  |                           |                           |
|  | The Young Bucks (Matt et Nick Jackson)                                                             | 20:54                                                                                              |                                                |       |                                                       |                                                       |  |  |                           |                           |
|  | The Young Bucks (Matt et Nick Jackson)                                                             | 20:54                                                                                              |                                                |       |                                                       |                                                       |  |  |                           |                           |
|  | | | Brodido (Brody King et Bandido)                | Tombé |                                                       |                                                       |  |  |                           |                           |
|  | | | Brodido (Brody King et Bandido)                | Tombé |                                                       |                                                       |  |  |                           |                           |
|  | Gates of Agony (Bishop Kaun et Toa Liona)                                                          | 12:31                                                                                              |                                                |       |                                                       |                                                       |  |  |                           |                           |
|  | Gates of Agony (Bishop Kaun et Toa Liona)                                                          | 12:31                                                                                              |                                                |       |                                                       |                                                       |  |  |                           |                           |
|  | Brodido (Brody King et Bandido)                                                                    | Tombé                                                                                              |                                                |       |                                                       |                                                       |  |  |                           |                           |
|  | Brodido (Brody King et Bandido)                                                                    | Tombé                                                                                              |                                                |       |                                                       |                                                       |  |  |                           |                           |